# Serghei Petrovici Kapița

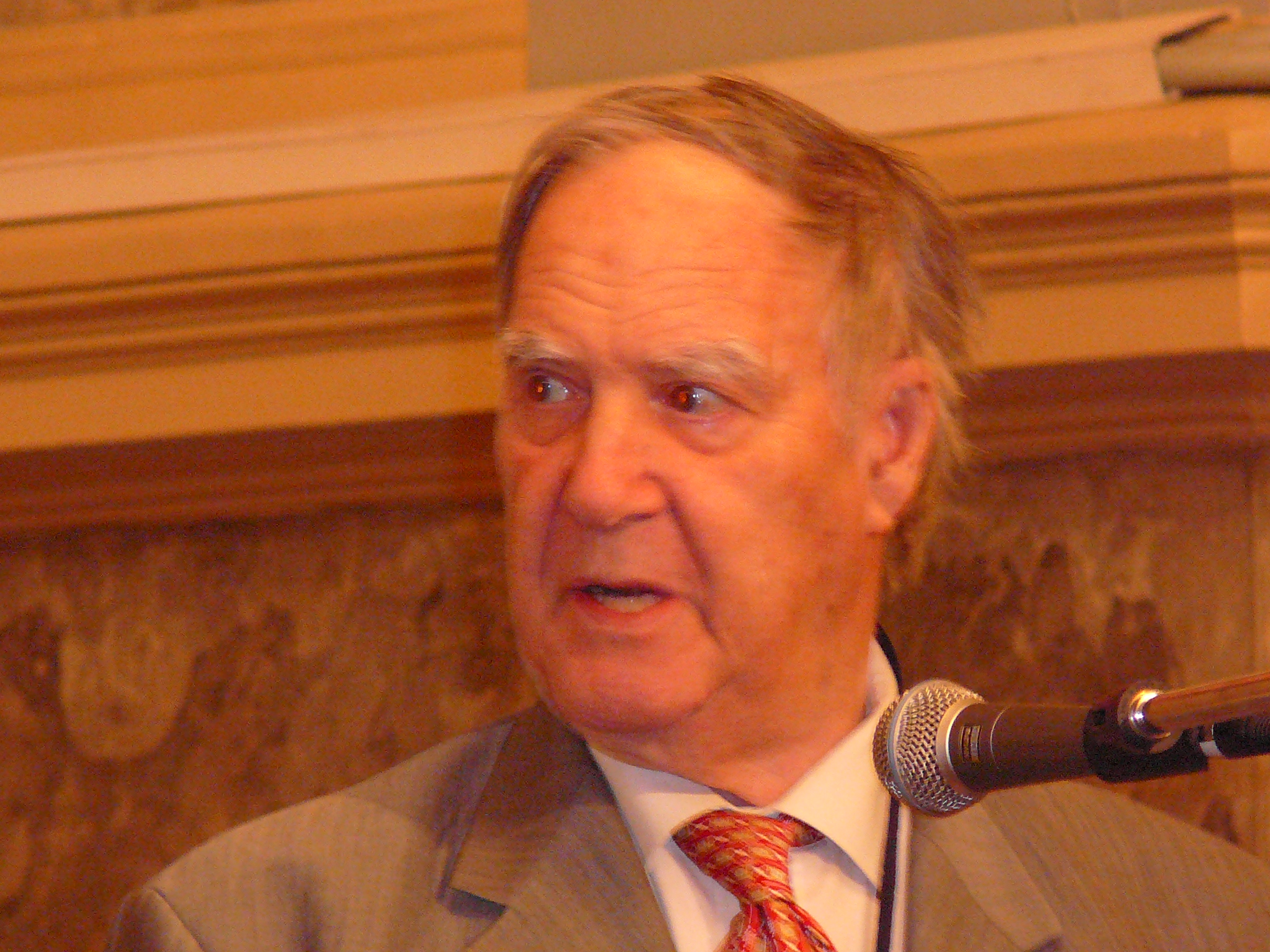

Serghei Kapița (în rusă Сергей Петрович Капица) (n. 14 februarie 1928, Cambridge, Anglia, Regatul Unit – d. 14 august 2012, Moscova, Rusia), doctor habilitat în fizică și matematică, savant de talie mondială , a fost un academician rus.
A fost fiul lui Piotr Kapița și a crescut în URSS, unde s-a mutat în 1935 alături de părinții săi. Serghei Kapița era fluent în limba română, pe care a învățat-o de la părinții săi.
După ce a absolvit Institutul de Aviație din Moscova,a lucrat la Institutul de Aerohidrodinamică, la Institutul de Geofizică și la Institutul de Fizică al Academiei de Stiințe a Federației Ruse. Timp de 35 de ani a condus catedra de Fizică a Institutului Fizico-Tehnic din Moscova.
A fost vice-președinte al Academiei Știintelor Naturale a Federației Ruse, membru al Academiei Europene, Laureat al Premiului de Stat din URSS și al Premiului UNESCO pentru activitatea de popularizare a științei.

## Citat
„ Academicianul Piotrovski, un mare romanist și un foarte bun prieten al familiei noastre, a tot vorbit despre situația lingvistică din Basarabia, inclusiv despre felul acesta al multor intelectuali, iscat din rațiuni de circumspecție politică, desigur, de a ocoli numele ei cel adevărat. Dar ea este limba română și n-ai ce-i face.”

## Cercetare
Deși nu a publicat prea mult, creatia științifică a lui Kapita este destul de variată și cuprinde arii cum ar fi radiația sincrotrona, laserul cu electroni liberi, probleme ale cercetării interdisciplinare, consecințele acumulării arsenalelor de arme nucleare și necesitatea dezarmării nucleare, probleme demografice sub aspectul evoluției pe parcursul istoriei umanității și perspectivelor.
In domeniul radiației sincrotrone a dat o trecere în revistă a teoriei radiației sincrotrone,  a surselor de radiație sincrotrone din URSS , accentuând asupra microtroanelor și laserilor pe electroni liberi.
Un subiect de mare importanță pentru dezangajarea militară dintre state a fost elaborarea dn partea URSS a concepției in problema iernii nucleare, care a fost o consecință a acumulării masive de arsenale nucleare în lume, și în speță in URSS și SUA, pe care a dezbatut- o in . Versiunea rusă in extenso a apărut și în revista.
In anii 90 profesorul Kapita a abordat problemele demografice ale lumii, precum și cele regionale, atât în reviste științifice, la conferințe internaționale, cât și în internet.Aspectul istoric al problemei a fost extrem de profund, cu eventuale aplicații în cercetările istorice,care vizează țările europene,in special in acele cazuri, când datele demografice lipsesc in arhivele istorice.

## Popularizator
Serghei Kapitza a fost un mare popularizator al științei. Emisiunile sale TV "Evident- neverosimil"(Очевидное- невероятное), consacrate celor mai actuale probleme, nu doar din aria fizicii, ci și de actualitate pentru societatea întreaga, adunau auditorii TV de multe milioane de spectatori.